# John Cope, Baron Cope of Berkeley

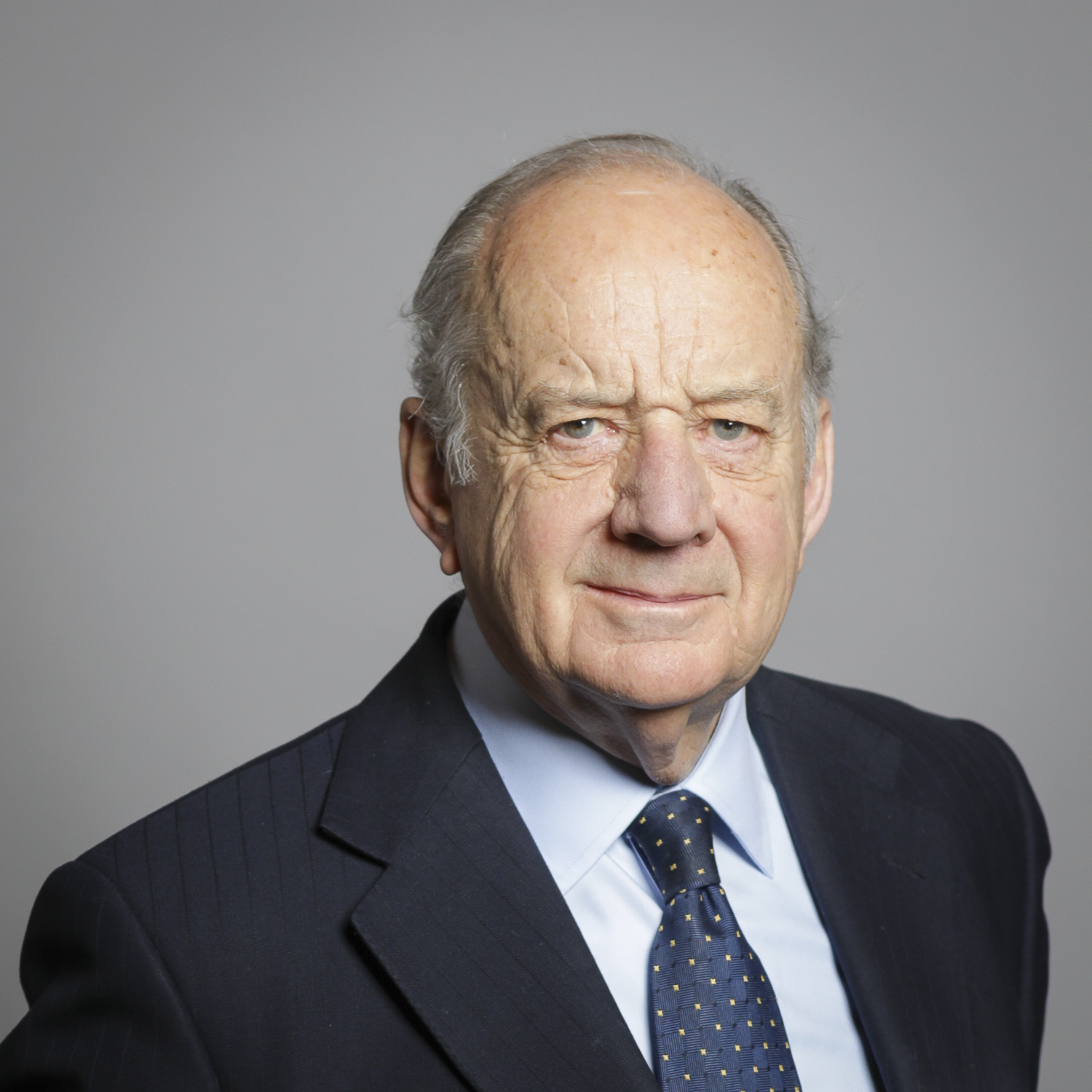
John Cope, Baron Cope of Berkeley

John Ambrose Cope, Baron Cope of Berkeley (* 13. Mai 1937) ist ein britischer Politiker der Conservative Party, der 23 Jahre Mitglied des House of Commons und unter anderem Paymaster General war.

## Leben

### Unterhausabgeordneter
Nach dem Besuch der Oakham School war er als Buchhalter tätig. Cope, der bei den Unterhauswahlen vom 18. Juni 1970 ohne Erfolg im Wahlkreis Woolwich East für ein Mandat im House of Commons kandidiert hatte, wurde bei den Unterhauswahlen vom 28. Februar 1974 erstmals als Mitglied in das House of Commons gewählt und vertrat dort zunächst den Wahlkreis Gloucestershire South, ehe er nach den Unterhauswahlen vom 9. Juni 1983 bis zum 1. Mai 1997 den Wahlkreis Northavon vertrat.
Während seiner langjährigen Parlamentszugehörigkeit war er zunächst zwischen 1979 und 1983 Whip und im Anschluss von 1983 bis 1987 Deputy Chief Whip und damit stellvertretender Hauptgeschäftsführer der Regierungsfraktion der konservativen Tories sowie zeitgleich zwischen 1983 und 1987 stellvertretender Vorsitzender des einflussreichen Unterhausausschusses für Wege und Mittel (Deputy Chairman of Ways and Means).
1987 übernahm er sein erstes Regierungsamt, nachdem er zum Staatsminister im Beschäftigungsministerium ernannt wurde, in dem er für Kleinbetriebe zuständig war. Im Anschluss war er zwischen 1989 und 1990 Staatsminister im Ministerium für Nordirland und damit einer der engsten Mitarbeiter von Nordirlandminister Peter Brooke.
Im Anschluss war er von 1990 bis 1992 stellvertretender geschäftsführender Vorsitzender sowie zugleich von 1991 bis 1992 Schatzmeister der Conservative Party, ehe er als Generalzahlmeister (Paymaster General) von 1992 bis 1994 dem erweiterten Kabinett von Premierminister John Major angehörte. Danach war er zwischen 1995 und 1997 auch Mitglied der britischen Delegation in den Parlamentarischen Versammlungen des Europarates sowie der Westeuropäischen Union (WEU).
Bei den Unterhauswahlen vom 1. Mai 1997 erlitt er eine Wahlniederlage, bei der er 11,3 % der Wählerstimmen im Vergleich zur Wahl 1992 verlor und sein Mandat an seinen liberal-demokratischen Herausforderer Steve Webb einbüßte, der 42,4 Prozent der Wählerstimmen erhielt, während auf ihn nur noch 39,0 % entfielen.

### Mitglied im Oberhaus
Am 4. Oktober 1997 wurde er als Life Peer mit dem Titel Baron Cope of Berkeley, of Berkeley in the County of Gloucestershire, in den Adelsstand erhoben und gehört seitdem dem House of Lords als Mitglied an.
Während seiner dortigen Tätigkeit war er zwischen 1997 und 1998 Sprecher der Opposition für Nordirland und im Anschluss von 1998 bis 2001 für Inneres. Danach war er von 2001 bis 2007 als Opposition Chief Whip Parlamentarischer Hauptgeschäftsführer der konservativen Oppositionsfraktion im Oberhaus sowie zugleich von 2001 bis 2007 stellvertretender Vorsitzender der Ausschüsse des Oberhauses und zwischen 2002 und 2008 stellvertretender Sprecher des Oberhauses (Deputy Speaker of the House of Lords).
Cope, der seit 2008 Mitglied sowie seit 2010 Co-Vorsitzender der Britisch-Irischen Parlamentarischen Versammlung ist, engagiert sich außerdem als Trustee des Archivs der Conservative Party in der Bodleian Library der University of Oxford und des War Memorials Trust sowie als Direktor des renommierten Londoner Carlton Club.